# Алтиндинський сільський округ
Алтинди́нський сільський округ (каз. Алтынды ауылдық округі, рос. Алтындинский сельский округ) — адміністративна одиниця у складі Буландинського району Акмолинської області Казахстану. Адміністративний центр — село Алтинди.
Населення — 1173 особи (2021; 1815 у 2009, 2307 у 1999, 2906 у 1989).
Станом на 1989 рік існувала Даниловська сільська рада (села Богдановка, Боярка, Даниловка, Єльтай, Жанаталип, Красний Май). 2019 року Даниловський сільський округ отримав сучасну назву.

## Склад
До складу округу входять такі населені пункти:
| Населений пункт   | Колишні назви | Населення, осіб (1989) | Населення, осіб (1999) | Населення, осіб (2009) | Населення, осіб (2021) |
| ----------------- | ------------- | ---------------------- | ---------------------- | ---------------------- | ---------------------- |
| Алаколь, село     | Богдановка    | 229                    | 355                    | 312                    | 217                    |
| Алтинди, село     | Даниловка     | 1491                   | 1270                   | 1011                   | 643                    |
| Боярка, село      | -             | 451                    | 353                    | 230                    | 144                    |
| Єльтай, село      | -             | 224                    | 217                    | 145                    | 56                     |
| Жанаталап, село   | Жанаталип     | 151                    | 175                    | 117                    | 113                    |
| Красний Май, село | -             | 360                    | -                      | -                      | -                      |